# 2016년 경주 지진
2016년 경주 지진 또는 9.12 지진은 2016년 9월 12일에 대한민국 경상북도 경주시 남남서쪽 8km 지역에서 발생한 리히터 규모 5.8 지진이다. 본 지진은 1978년 대한민국 지진 관측 이래 역대 가장 강력한 지진이다. 대한민국 내륙 지진으로는 1978년 홍성 지진 이후 38년 만의 대형 지진이며, 한반도 내륙 지진으로는 1980년 평안북도 지진 이후 36년 만의 대형 지진이다.

## 개요
9월 12일 경주시 내남면에서 19시 44분 32초 규모 5.1의 전진이, 20시 32분 54초 규모 5.8의 본진이 발생하였다. 단층면해 분석 결과 지진을 일으킨 단층은 북북동-남남서(또는 서북서-동남동) 방향의 단층면을 가지는 주향 이동 단층으로 추정되었으며 주 압축 응력방향은 동북동-서남서 방향으로 나타났다. 지진 발생의 원인은 내남 단층의 활동이다.
최근 연구에 따르면, 양산 단층과 덕천 단층 사이에서 지진을 발생시킨 단층이 발견되었다. 이 단층은 단층이 발견된 내남면의 이름을 따 내남 단층이라고 명명되었다. 깊이 10~16 km에 있는 소규모 단층인데, 여러 조각으로 쪼개져 복잡한 구조를 띠고 있다. 연구팀은 경상도 부근에 작용하고 있는 힘이 내남 단층이 활동하기에 유리한 방향으로 가해지고 있다며 2016년 지진 규모를 넘는 지진이 발생할 가능성도 있다고 분석했다. 최대 규모 지진은 모멘트 규모 6.1까지 날 수 있는 것으로 분석되었다.
이후 본진 발생 7일 만인 9월 19일 오후 8시 33분 59초 경북 경주 남남서쪽 11km에서 모멘트 규모 4.6의 여진이 발생하였다. 부산, 울산을 포함한 경상도 지역은 물론이고, 서울 등의 수도권에서도 지진을 감지하였다.
이후 9월 21일 오전 3시 36분 경북 경주 남남서쪽 8km에서 규모 2.9의 여진이 발생하였으며, 이후 오전 11시 36분 경북 경주시 남서쪽 9km에서 규모 2.2의 여진이 발생하였다. 그로부터 불과 20분 정도 후인 오전 11시 53분 54초에 경북 경주시 남남서쪽 10km에서 규모 3.5의 여진이 발생하였다.
경주 지진의 여진은 2017년 현재 계속 이어지고 있으며 2017년 11월 15일 기준 규모 1.5 이상의 여진은 총 640회에 달한다.
| 발생일시 (KST)        | 진원지                      | 좌표                                                  | 진원 깊이                                           | 릭터 규모 (KMA) | 모멘트 규모 (USGS) | 최대진도 | 출처 |
| --------------------- | --------------------------- | ----------------------------------------------------- | --------------------------------------------------- | --------------- | ------------------ | -------- | ---- |
| 9월 12일 오후 7:44:32 | 경주시 남남서쪽 8.2 km 지역 | 북위 35° 46′ 동경 129° 11′ / 북위 35.77° 동경 129.19° | KMA : 15 km KIGAM :14.1 km USGS : 10 km JMA : 36 km | 5.1             | 4.9                | V        |      |
| 9월 12일 오후 8:32:54 | 경주시 남남서쪽 8.7 km 지역 | 북위 35° 46′ 동경 129° 11′ / 북위 35.76° 동경 129.19° | KMA : 15 km KIGAM :14.1 km USGS : 10 km JMA : 36 km | 5.8             | 5.4                | VI       |      |
| 9월 19일 오후 8:33:58 | 경주시 남남서쪽 11 km 지역  | 북위 35° 44′ 동경 129° 11′ / 북위 35.74° 동경 129.18° | 17 km                                               | 4.5             | 4.6                | V        |      |

경주 지진의 규모
2000년 이후 한국의 지진 규모
2000년에서 2016년까지 한국의 지진

## 위력
리히터 규모 5.8의 경주 지진은 TNT 폭탄 50만톤(500kt)이 한번에 폭발한 위력인 것으로 알려졌다. 사흘 전 규모 5.0의 인공지진을 낸 북한 5차 핵실험 10kt의 50배 규모이다.

## 전개
2016년 9월 12일 오후 7시 44분에 리히터 규모 5.1의 강력한 지진이 발생하였다. 경주에서 발생한 2차례의 지진으로 서울, 부산과 같은 전국에서 시민들이 강력한 지진을 느낀 뒤 불안감을 호소하며 119에 신고전화가 빗발쳤다. 지진의 진앙지는 경주와 울산 중간 지점인 경주시 내남면 내남초등학교 인근으로 밝혀졌다. 경주시 내남면은 울산광역시와도 가까운 거리이며 2번째 발생한 강진때는 집안의 물건이 넘어지는 현상이 발생했다. 지진의 진동은 전라도, 경상도, 충청도, 제주도, 부산, 강원도, 서울 등 전국 각지에서 감지되었다. 또한 전진을 쓰시마섬에서 일본 기상청 진도 계급 최대 2를 계측하였다.
그리고 48분 후 오후 8시 32분에  규모 5.8의 지진이 또 발생하였다. 첫 진앙지와 두번째 진앙지는 직선거리로 1.4km 떨어져 있는 것으로 파악이 되었다. 이 지진으로 부산에 있는 80층 고층 건물이 흔들렸으며, 서울 종로구에서도 3~5초간 건물이 흔들리는 것을 느꼈다고 한다.  그리고 일본에서도 쓰시마섬에 일본 기상청 진도 계급 최대 3을, 규슈 북부 및 시마네현 등지에서 진도 1의 유감지진을 느꼈다.

### 피해와 영향
지진 여파로 부산국제금융센터에 필수 인력을 제외한 모든 인원에게 대피령이 내려졌다. 또한 부산 도시철도 1~4호선이 5분간 정지되었다. 울산화력발전소의 LNG 복합화력발전 4호기가 가동을 중지했으며, 월성원자력발전소도 1~4호기에 수동으로 가동 중지 조치가 취해졌다. 또한 카카오톡이 일시적으로 불통되기도 하였다.
그 외에도 일본에서는 규슈와 쓰시마섬 등 서부 일부 지역에서도 지진이 감지되었던 것으로 보인다. 불국사 대웅전 지붕 및 오릉 담장 일부 기와가 탈락됐고, 석굴암 진입로에 낙석이 발생한 것으로 파악됐다. 그리고 첨성대의 꼭대기 돌이 심하게 기울어진 것으로 파악됐다.
지진의 여파로 김천역 KTX 작업인부 사망 사고가 발생하였다.

### 재난문자의 먹통
지진 발생 후 재난안전문자가 한때 또 먹통이 됐던 것으로 알려졌다.
국민안전처는 어제저녁 8시 40분쯤 경북 경주시 인근에서 발생한 규모 5.8의 2차 지진과 관련해 121개 지자체에 재난안전문자를 보냈지만, 이 지역 SKT와 KT 4G 가입자 전체가 문자를 받지 못했다고 밝혀졌다.
이 때문에 2,100만 명 가운데 절반이 넘는 1,200만 명이 재난안전 문자를 받지 못한 것으로 보인다고 안전처는 설명했다.
안전처는 두 이동통신사의 통신망이 폭주하면서 문자 발송이 안 된 것으로 보인다며, 통신망 증설 등 관련 대책을 통신사와 함께 논의할 방침이라고 밝혔다.

### 지진 발생 이후
한국수력원자력은 12일 두 차례의 지진이 있었으나 전국의 원전 가동에는 이상이 없는 것으로 파악된다고 밝혔으며, 기상청은 "이번 지진은 육지에서 발생해서 해일 가능성은 없다"고 말했다.

## 같이 보기
- 한국의 지진
- 100년 경주 지진
- 304년 경주 지진
- 779년 경주 지진
- 1997년 경주 지진
- 2017년 포항 지진
- 양산 단층

### 내용주
1. ↑  NHK의 보도에 따른 것으로 풀이한다.

### 참조주
1. ↑  기상청 지진화산감시과 (2016년 9월 12일). “지진정보 기상청”. 기상청. 2016년 9월 12일에 확인함.
2. ↑  기상청 지진화산감시과 (2016년 9월 12일). “국내 지진 규모별 순위”. 기상청. 2016년 9월 12일에 확인함.
3. ↑  이경수 (2018년). “2016년 9월 12일에 발생한 경주지진의 특성 분석 (Analysis of Characteristics of the Gyeongju Earthquake on September 12, 2016)”. 한국교원대학교 대학원.
4. ↑  “[단독] '국내 최대 규모' 경주 지진, 정확한 원인 밝혀졌다”. SBS. 2022년 10월 4일.
5. ↑  단층 분석으로 발생할 수 있는 최대 규모를 계산하는 데는 지진 모멘트가 활용된다.
6. ↑  “[종합]기상청장 "포항 지진, 남한 전 지역서 감지…여진 수개월"”. 2017년 11월 15일에 확인함.
7. ↑  “震度データベース検索 （地震別検索結果）” (일본어). 일본 기상청. 2016년 9월 12일. 2018년 12월 6일에 원본 문서에서 보존된 문서. 2018년 12월 6일에 확인함.
8. ↑  “震度データベース検索 （地震別検索結果）” (일본어). 일본 기상청. 2016년 9월 12일. 2018년 12월 6일에 원본 문서에서 보존된 문서. 2018년 12월 6일에 확인함.
9. ↑  “부산 63층 국제금융센터 필수인력 빼고 전원 대피령(속보)”. 매일경제. 2016년 9월 12일. 2016년 9월 12일에 확인함.
10. ↑  “부산 아파트 유리창 깨지고 도시철도 운행 일시중단”. 매일경제. 2016년 9월 12일. 2016년 9월 12일에 확인함.
11. ↑  이명희 (2016년 9월 12일). “[긴급] 경주 지진으로 울산 LNG 복합화력 4호기 가동 중지”. 국민일보. 2016년 9월 12일에 확인함.
12. ↑  “월성원전 4기 정밀 안전점검 위해 수동 정지(종합2보)”. 《연합뉴스》. 2016년 9월 13일. 2016년 9월 13일에 확인함.
13. ↑  “[속보] 경주에서 규모 5.1 지진 발생..."카카오톡 불통"”. YTN. 2016년 9월 12일. 2016년 9월 12일에 확인함.
14. ↑  “문화재청 "경주 지진…불국사 기와 탈락·석굴암 진입로 낙석"”. 한국일보. 2016년 9월 12일. 2016년 9월 12일에 확인함.
15. ↑  “[단독] 재난문자 또 먹통...1,200만 명 못 받아”. 《www.ytn.co.kr》. 2016년 9월 13일에 확인함.